# Déchet biodégradable
Pour un article plus général, voir Déchet.

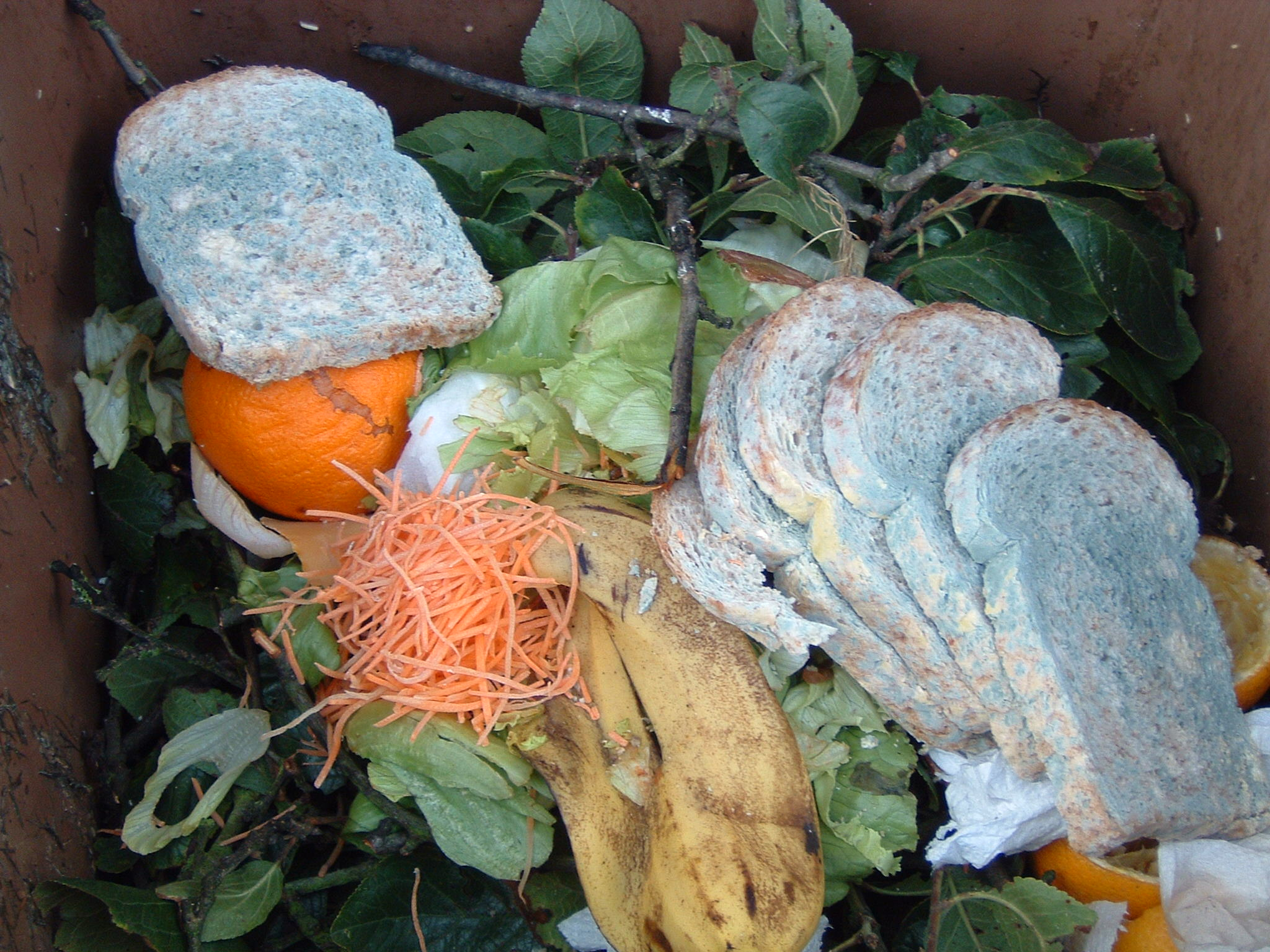
Mélange de déchets verts et de déchets alimentaires.

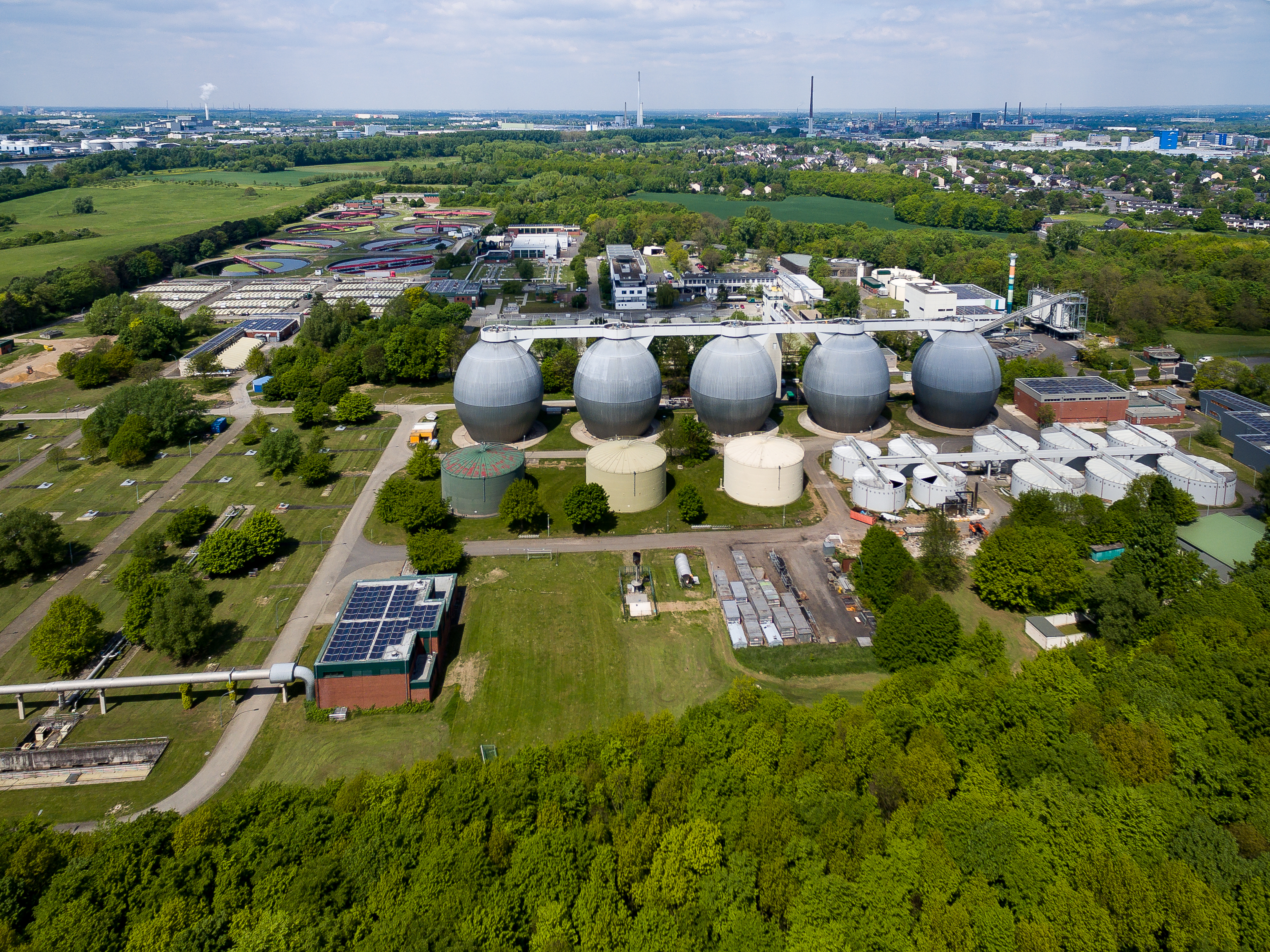
Grande station d'épuration de Stammheim (Allemagne) et ses réservoirs de biogaz produit par méthanisation de la matière organique des boues d'épuration.

Les déchets biodégradables sont des déchets (notamment des déchets verts, biodéchets ou déchets organiques) constitués, pour l'essentiel, de matière organique naturelle pouvant être décomposés, plus ou moins rapidement, par des bactéries et/ou des microchampignons avant d’être réintégrés par les écosystèmes.
Ils sont principalement issus de l'agriculture, de l'industrie agroalimentaire, de la restauration, de la filière bois-papier, des jardins privés ou de collectivités (espaces verts) ou de cuisines.
Au début des années 2000, ils représentent généralement environ un tiers des ordures ménagères, et s'y ajoutent, pour les collectivités chargées de la gestion des déchets, la matière organique issue du traitement des eaux usées (boues d'épuration) et les déchets agricoles et de l'industrie agroalimentaire et papetière.
Tous ont des effets importants sur l'environnement et présentent un risque pour la santé s'ils ne sont pas correctement traités.
Dans le cadre du recyclage et d'une économie circulaire, ils peuvent être une source d'humus et de compost ainsi qu'une source d'énergie (sous forme de biogaz qui peut être injecté dans le réseau de gaz ou de chaleur) ; on parle alors de biomasse énergie. Certains de ces déchets (ratés de fabrication, ou produits à date limite de consommation dépassée) avant d'être méthanisés ou compostés doivent être déconditonnés.

## Définitions
Les biodéchets se trouvent généralement dans les résidus urbains solides (parfois appelées ordures ménagères biodégradables). La législation européenne ainsi que sa transposition française donnent une définition des biodéchets : « les déchets non dangereux biodégradables de jardin ou de parc, les déchets alimentaires ou de cuisine provenant des ménages, des bureaux, des restaurants, du commerce de gros, des cantines, des traiteurs ou des magasins de vente au détail, ainsi que les déchets comparables provenant des usines de transformation de denrées alimentaires ».

## Discrimination des déchets

### Déchets verts

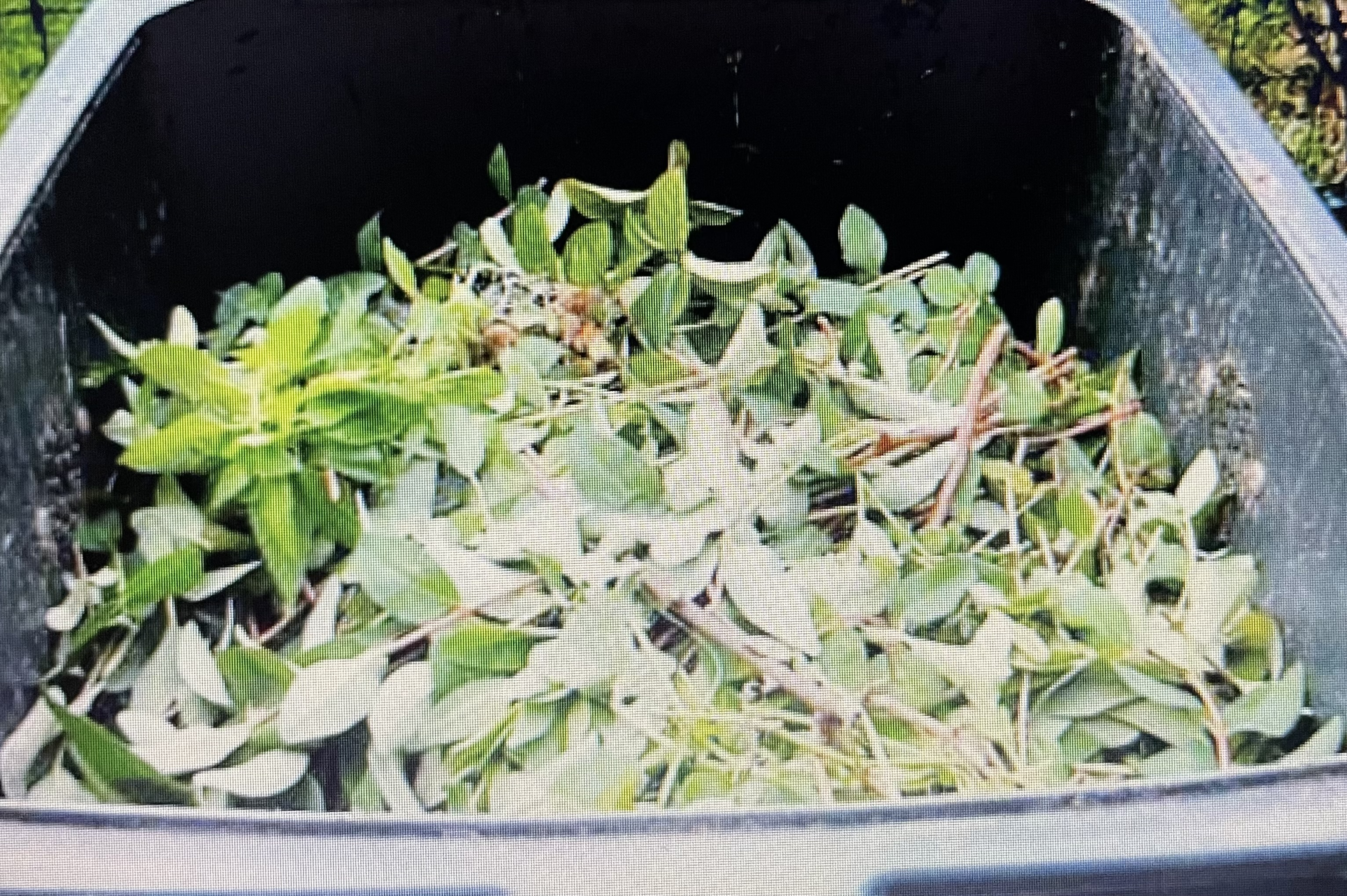
Déchets verts.

Leur production est très saisonnière et en outre liée à la météo.
Ce sont surtout des déchets ou sous-produits agricoles ou agroalimentaires ; des fruits et légumes invendus ; des déchets de jardins (municipaux, de collectifs ou de particuliers) et des déchets d'entreprises de paysage (selon l’ADEME (2010), la production des biodéchets du secteur de l'entretien des espaces verts était en France de vingt tonnes par an et par salarié).

### Déchets alimentaires de cuisine

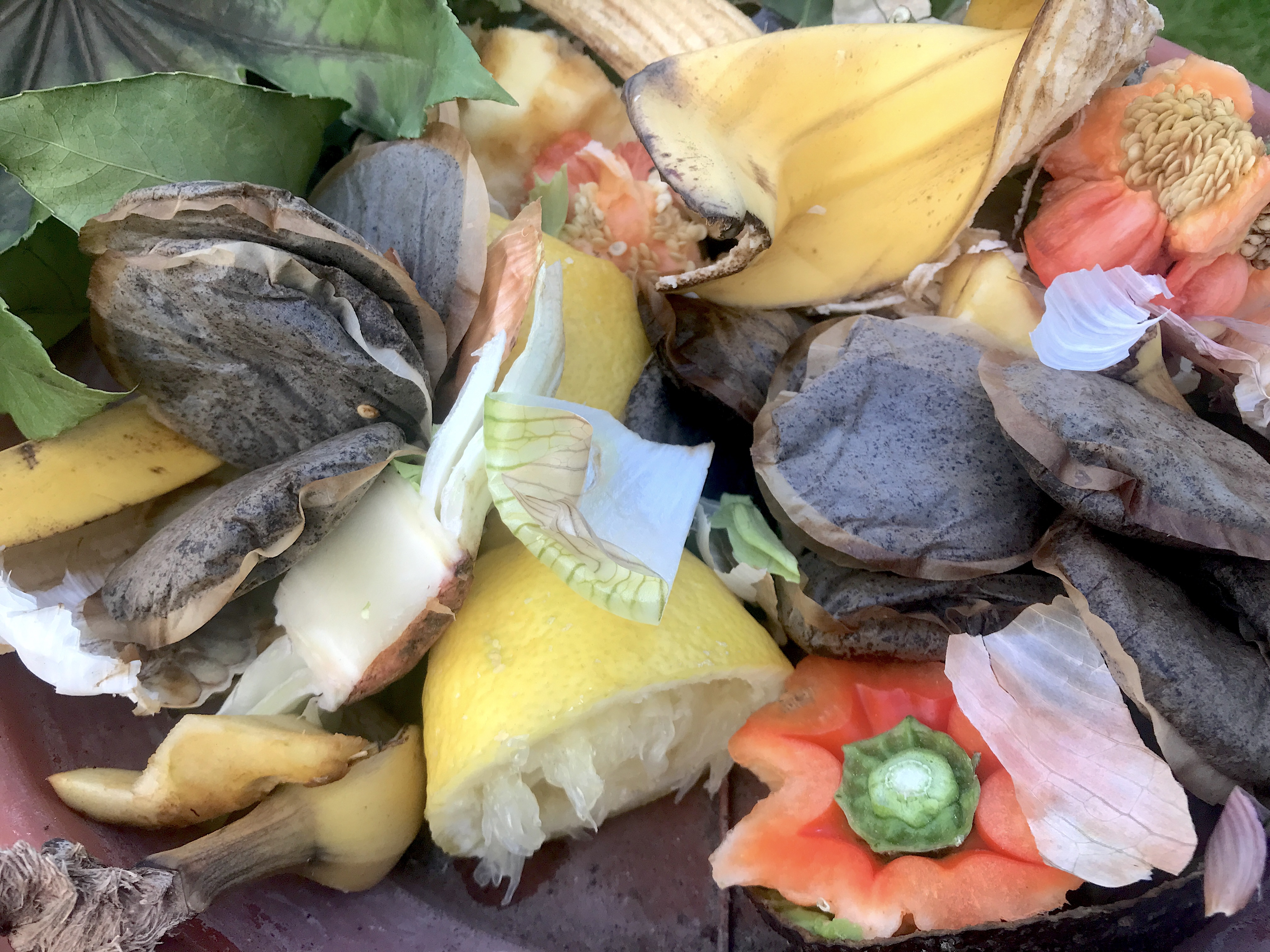
Biodéchets : déchets de cuisine et déchets de capsules de café.

Les déchets alimentaires sont issus notamment des cuisines domestiques, des restaurants, des traiteurs et de cuisines de collectivités.
Parmi les déchets de cuisine, la législation européenne distingue les déchets alimentaires qui font partie des déchets biodégradables.
En tant que contribuant au gaspillage alimentaire, on cherche d'abord à en diminuer la production. Ensuite après un tri-sélectif, ces déchets peuvent être mieux valorisés au travers d'une des trois grandes voies que sont :
1. Le compostage (au jardin, en compostière partagée ou sur des plate-forme spécialisées) ;
2. La production de biogaz ou biométhane ;
3. La production de molécules d'intérêt, via les bioraffineries qui se développent dans le cadre de l'économie circulaire[5],[6]) ; cette filière est encore émergente.

Étant très fermentescible ils sont théoriquement une bonne source de biogaz. Mais à cause de leur dispersion spatiotemporelle avant la collecte et en raison de leurs propriétés physico-chimiques et biologiques très variées, leur fermentation en digesteur présente des rendements très irréguliers et une vitesse de biodégradation moins intéressantes que les grandes sources de biomasse agricoles,. Le potentiel en CH4 de ces déchets varie selon leur composition et « fraicheur » ; Leur taux de glucides varie de 11,8 à 74 %, la part protéique varie de 13,8 à 18,1 % et les lipides varient de 3,78–33,72 %.
Le fonctionnement d'un digesteur de déchets alimentaires peut néanmoins être amélioré de plusieurs façons :
- par une gestion basée sur une bonne caractérisation de ces déchets[7], pour mieux maitriser le process de biodigestion, grâce notamment à une gestion plus fine des microbes actifs dans le digesteur[8],[7] ;
- par ajouts de micronutriments, pertinents et bien dosés (si le digesteur ne contient que du biodéchet alimentaire)[8] ;
- par co-digestion avec d'autres types de déchets, tel que par exemple du fumier animal ou des boues d'épuration. Des études ont montré que le digesteur produit ainsi plus de biogaz à partir de déchets alimentaires qu'en mode mono-digestion[7] ; alors qu'en mono-digestion de déchets alimentaires, le rendement n'est que de 0,27 à 0,642 m3 de CH4/kg MVS (matière volatile en suspension), en codigestion avec d'autres substrats, il grimpe à 0,272–0,859 m3 de CH4/kg MVS[7] ;
- par un prétraitement mécanique (broyage/mélange), qui s'avère le plus efficace dans le traitement des déchets riches en matériau cellulosique[7] ;
- par un prétraitement par oxygénation ou passage dans un réacteur aérobie pour ensuite augmenter la teneur en méthane du biogaz[9] ;
- par un prétraitement thermique : la cuisson permet outre une hygiénisation d'augmenter considérablement la production de biogaz, mais un traitement excessif peut inversement réduire la biodégradabilité des déchets alimentaires. Un autre traitement thermique est le refroidissement, voire congélation/décongélation[7] ;
- par une bonne gestion des mousses qui se forment à la surface, dans le digesteur[10] ;
- par un déconditionnement soigneux des aliments qui étaient encore sous sachets, bocaux ou embouteillé.

Toutes ces opérations ont l'inconvénient d'être énergivore et/ou longues, mais elles peuvent aussi « améliorer l'accessibilité au carbone par la réduction de la taille des particules, et les prétraitements thermiques permettent une récupération ensuite plus rapide de la bioénergie ».
Selon Xu et al. (2018), les processus biologiques et physico-chimiques associés à ce type particulier de déchet doivent encore être mieux compris, en particulier les effets combinés du taux de charge organique, du temps de rétention des solides, de la composition du biogaz, du rapport C/N (carbone/azote), de la libération d'acides gras volatils, de variations du pH, du taux de certains éléments nutritifs.
Peu d'étude ont concerné les effets de la variabilité de composition de ces déchets sur les paramètres opérationnels de la méthanisation et leur valeur d’inhibition et son effet sur l’efficacité des méthodes d’amélioration de la production de biogaz.

### Déchets de papier/carton
Certains papiers sont biodégradables mais ne sont pas des biodéchets.
Cependant, les contenants alimentaires contiennent souvent des films en plastique ou en aluminium et des encres nécessitant un traitement séparé, après tri-sélectif[réf. nécessaire].

### Plastique biodégradable et emballage biodégradable
Les définitions législatives européennes des déchets biodégradables et des biodéchets n'incluent pas les emballages plastique mais depuis 2019 la législation européenne définit la notion de plastique biodégradable:

#### Plastique biodégradable
« un plastique qui est de nature à pouvoir subir une décomposition physique ou biologique, de telle sorte qu’il se décompose finalement en dioxyde de carbone (CO2), en biomasse et en eau, et est, conformément aux normes européennes applicables aux emballages, valorisable par compostage et par digestion anaérobie. »

— Législation de 2019[source insuffisante]
Toutefois, la législation de 2018 donne une définition des emballages biodégradables :

#### Emballage biodégradable
« Les déchets d’emballages biodégradables doivent être de nature à pouvoir subir une décomposition physique, chimique, thermique ou biologique telle que la plus grande partie du compost obtenu se décompose finalement en dioxyde de carbone, en biomasse et en eau. Les emballages plastiques oxodégradables ne sont pas considérés comme biodégradables. »

— Législation de 2018[source insuffisante]
Peu de plastiques sont à ce jour rapidement ou réellement biodégradables. Le tri sélectif doit permettre de les distinguer.
En effet, l’Agence nationale de sécurité sanitaire de l'alimentation, de l'environnement et du travail recommande de privilégier la collecte des emballages plastiques biodégradables dans la poubelle jaune afin d’intégrer une filière industrielle plutôt que de les mettre au compost,. De plus, l’Agence de l'environnement et de la maîtrise de l'énergie estime que le compostage du plastique compostable n'est pas du recyclage car la matière n’est plus disponible pour fabriquer un nouveau produit.
Le Québec a une norme pour les plastiques compostables : norme CAN/BNQ 0017-088.
Au Québec, « Les plastiques oxodégradables ne sont pas considérés comme des plastiques biodégradables car il s’agit d’un plastique conventionnel mélangé à un additif pour imiter la biodégradation. »

### Autres déchets biodégradables

#### Déchets organiques
Les déchets organiques ne sont pas définis avec les mêmes caractéristiques selon les pays, notamment en Amérique du Nord.
Ils comprennent :
- les eaux-vannes ;
- les boues d'épuration ;
- le fumier ;
- les eaux usées ;
- les déchets d’abattoir ou de poissons, de même que les animaux morts (cétacés échoués, cadavres d'animaux victimes du roadkill), qui peuvent avoir été empoisonnés, être porteurs de parasites ou de microbes indésirables (botulisme) ; ils sont donc traités par des filières spécifiques dans les centres d'équarrissage, éventuellement après désinfection.

## Utilisation
Les déchets biodégradables ne sont qu’en partie reconnus comme une ressource naturelle, via trois grandes usages.

### Production d'énergie

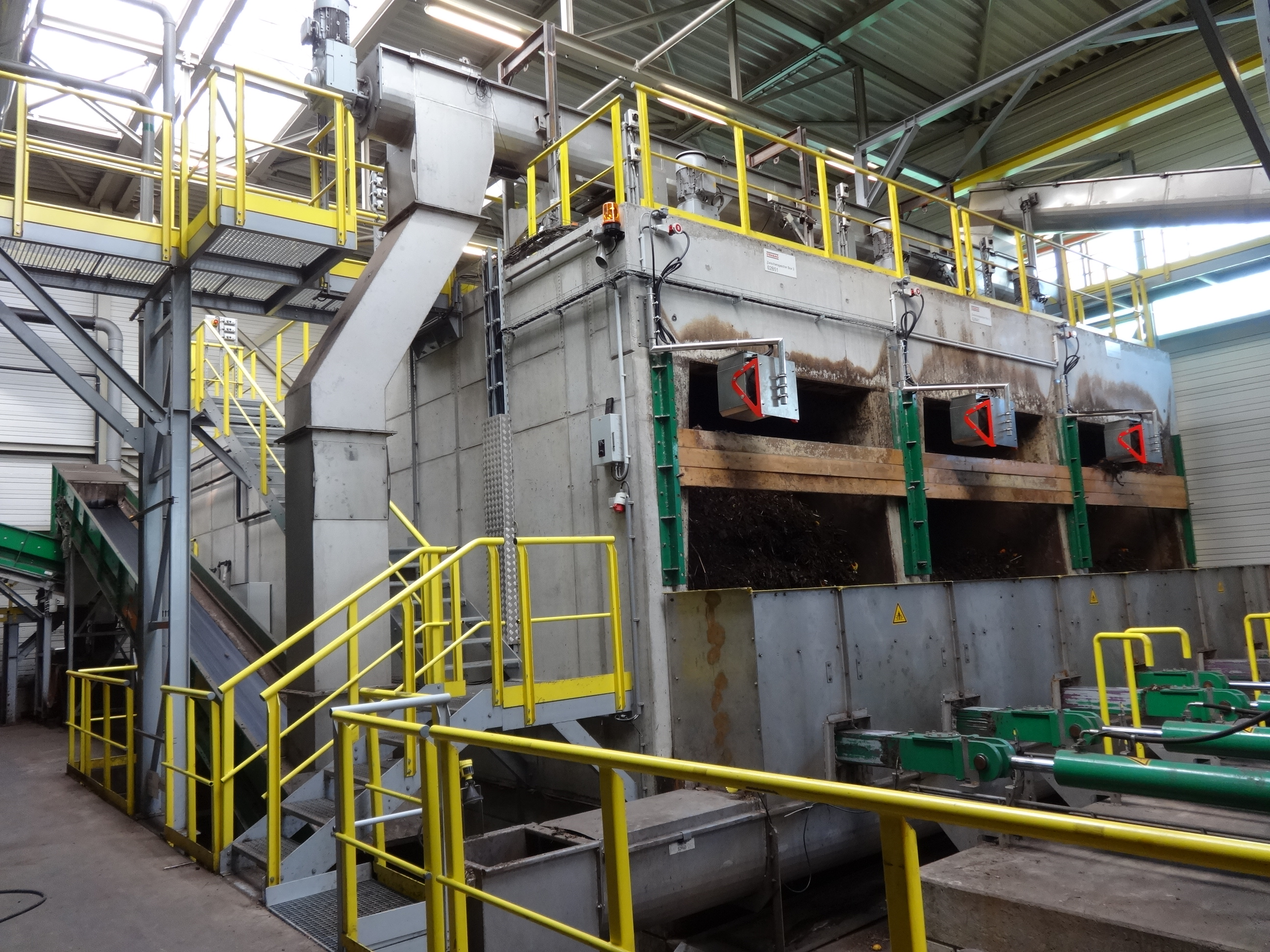
L'usine de production de biogaz (ensuite transformé en biométhane) de Berlin fonctionne depuis 2013 avec des biodéchets provenant de préférence de ménages berlinois (cette installation se trouve dans le quartier Westend de Berlin).

Une valorisation énergétique des déchets organique est souvent possible :
- la combustion directe, surtout s'il s'agit de déchets secs, se fait dans des incinérateurs autorisés, le cas échéant dans des installations spéciales s'il s'agit de déchets pollués ou à risques sanitaires (selon des conditions précisées par des arrêtés préfectoraux en France) ;
- la méthanisation est une voie en plein développement ; elle transforme les déchets biodégradables en plusieurs produits dont le biogaz, source d'énergie renouvelable, qui une fois épuré donne du biométhane parfois utilisé pour dans des installations de chauffage, et en digestat, valorisable comme amendement du sol.

### Production de compost

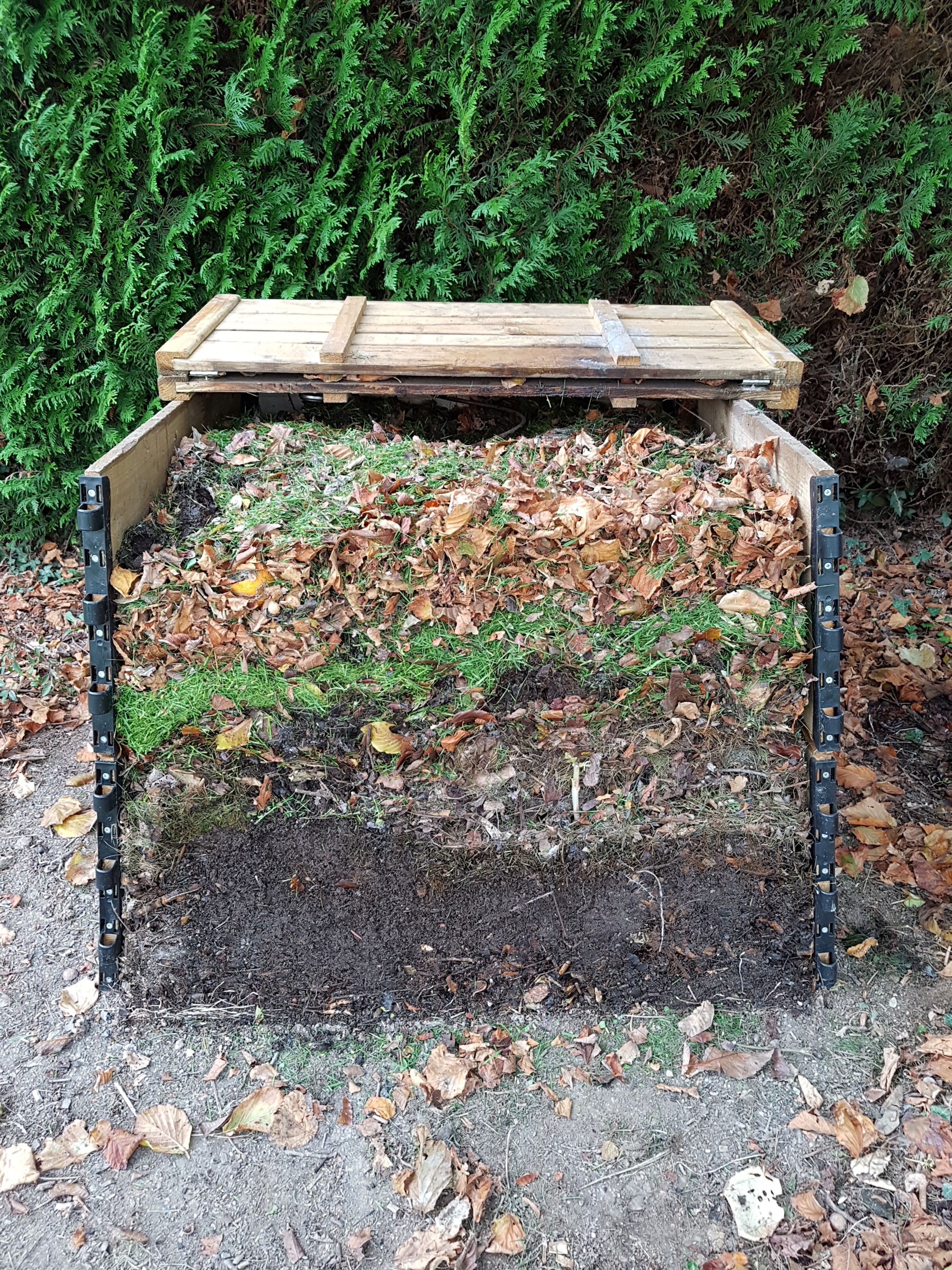
Différentes étapes de maturation dans un composteur domestique.

Le compostage transforme les biodéchets en matériaux valorisables en compost (avec les précautions nécessaires en cas de déchets contaminés par des pathogènes et, ou des molécules toxiques, tels que métaux lourds, biocides et autres produits écotoxiques non ou peu dégradables) dans les champs, jardins…
La norme européenne EN 13432 est relative aux déchets compostables.

### Production de molécules d'intérêt
Les déchets organiques sont souvent une source potentielle de molécules et matériaux à valeur ajoutée et pouvant se substituer à des carburants ou matériaux vierges (pour produire des bioplastiques par exemple). Cependant, l'utilisation de déchets alimentaires comme matière première de bioraffineries est encore en émergence. À titre d'exemple des acides gras volatils peuvent ainsi être produits à partir de biodéchets prétraités à l'acide et à la chaleur, afin de produire des biocarburants ou divers polymères et autres produits chimiques, par exemple destiné à éliminer des nutriments présents en excès dans l'eau potable.
Les bioraffineries peuvent valoriser une unique et régulière source de déchets (ex. : restes de poisson, de tomate, pomme de terre, orange ou d'olive issus de l'Industrie agroalimentaire). Plusieurs études laissent penser que cette voie a une viabilité économique dépendant beaucoup du type de déchet « bioraffiné » et de facteurs tels que les contraintes logistiques, l'échelle d'approvisionnement. C'est une composante de l'économie circulaire encouragée par un nombre croissant d’États et de collectivités.

## Dans le monde
Au début des années 2010, chaque année environ 1,3 milliard de tonnes de déchets alimentaires (dits biodéchets) sont encore brûlées (ce qui libère du dioxyde de carbone), mis en décharge (ce qui produit du méthane, autre gaz à effet de serre puissant) ou parfois compostés. Ils sont souvent riches en eau et donc peu intéressants pour la production d’énergie par incinération.
L’évolution de la réglementation pousse à leur valorisation sous forme de compost ou biogaz, bien qu'en 2018 la méthanisation des biodéchets ménagers et de la restauration soit encore expérimentale ou peu utilisée. Les freins sont liés aux questions de stockage, de collecte et transport, plus complexes que pour les autres types de déchets ou de gestion des déchets, ce qui entraîne la création d'entreprises et d'emplois spécialisés. Le tri sélectif de ces déchets impose des précautions sanitaires et de gestion des odeurs,.
De 1974 à 2015, le tonnage de déchets alimentaires aux États-Unis a augmenté de 50 %[réf. incomplète] atteignant environ 38 millions de tonnes par an en 2017, dont 76,3 % sont recyclés selon l’USEPA (2016), pendant qu’il atteignait environ 89 Mt/an dans l’Union européenne, où l’on s’attendait à ce qu’il monte à 126 millions de tonnes entre 2010 et 2020 sans forte politique de prévention des déchets. En Chine, plus de 90 millions de tonnes de déchets alimentaires sont éliminées chaque année (37 à 62 % des déchets solides selon Zhang et al., 2014), chiffre qui devrait fortement croître dans le contexte d'urbanisation de croissance démographique du pays.

## Union européenne

### Définitions européennes

En bleu, les États membres de l'Europe des Vingt-Sept (depuis 2020).

La directive de 1999 définit le déchet biodégradable comme «tout déchet pouvant subir une décomposition anaérobie ou aérobie, comme les déchets alimentaires et les déchets de jardin, ainsi que le papier et le carton».
La directive de 2008 donne une première définition du biodéchet qui est mise à jour par la directive ultérieure (2018).
En 2018, dans l'UE-27 (périmètre 2020), les biodéchets sont définis comme suit : « déchets biodégradables de jardin ou de parc, les déchets alimentaires ou de cuisine provenant des ménages, des bureaux, des restaurants, du commerce de gros, des cantines, des traiteurs ou des magasins de vente au détail, ainsi que les déchets comparables provenant des usines de transformation de denrées alimentaires ».
Cette définition est la définition des biodéchets, donnée à partir de la directive 2008/98/CE du 19 novembre 2008.
La directive (UE) 2019/904 du 5 juin 2019 relative à la réduction de l’incidence de certains produits en plastique sur l’environnement définit la notion de plastique biodégradable.
Plastique biodégradable : « un plastique qui est de nature à pouvoir subir une décomposition physique ou biologique, de telle sorte qu’il se décompose finalement en dioxyde de carbone (CO2), en biomasse et en eau, et est, conformément aux normes européennes applicables aux emballages, valorisable par compostage et par digestion anaérobie. »

### Réglementation européenne

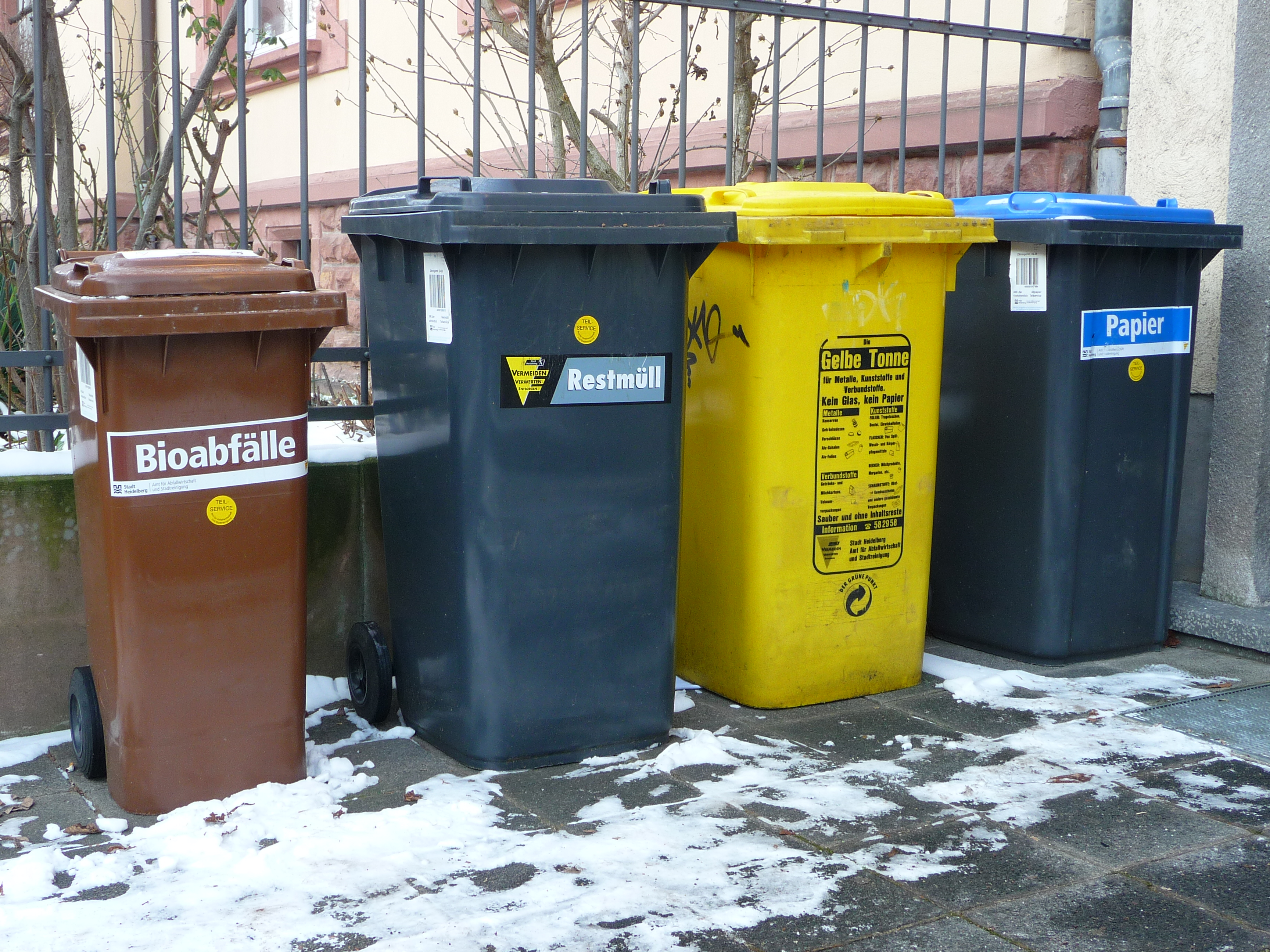
Déchets Bioabfalltonne (à gauche sur l'image) à Heidelberg.

En 2015, les ménages produisent annuellement environ 47 millions de tonnes de biodéchets et les industries de transformation alimentaire environ 17 millions, soit un total annuel de 64 millions de tonnes.
En 1999, une Directive concernant la mise en décharge des déchets impose des impératifs majeurs aux États membres sur la gestion des déchets biodégradables, pour notamment stopper le réchauffement climatique.
En 2008, une nouvelle directive — la directive 2008/98/CE du 19 novembre 2008. — qui insiste sur la réduction du gaspillage alimentaire et des pollutions, imposant le tri à la source, avec valorisation organique des biodéchets des « gros producteurs ». Elle rend obligatoire avant 2015 de collecter séparément les déchets avec notamment l’obligation d’instaurer la collecte séparée au moins pour le papier, le métal, le plastique et le verre. Les États doivent mettre en place une collecte séparée des biodéchets, des déchets dangereux produits par les ménages et des déchets textiles.
En 2018, les objectifs de la directive de 2008 n'ont pas été atteints. La directive 2008/98/CE relative aux déchets est modifiée par une directive de 2018 — la directive (UE) 2018/851 du 30 mai 2018 — insiste sur le tri en amont (des « biodéchets » notamment). Pour les déchets organiques fermentescibles, en tenant compte de leur éventuelle dangerosité et pollution, cette directive impose, soit le recyclage, soit un retour au sol après compostage, soit une utilisation comme alternative à des matières premières issues de combustibles fossiles en en faisant des « matières premières secondaires de qualité ». Les États-membres doivent « mieux se conformer » aux objectifs de 2008, et « Le cas échéant, les biodéchets dangereux et les déchets d’emballages contenant des substances dangereuses devraient être soumis à des exigences spécifiques en matière de collecte ».
La directive dans sa version de 2018 prévoit les échéances suivantes pour les biodéchets :
| Article | Nom                  | Date             | Objet |
| ------- | -------------------- | ---------------- | --- |
| 10      | Valorisation         | 31 décembre 2021 | Rapport à la Commission sur la mise en œuvre. |
| 11      | Préparation          | 31 décembre 2024 | Fixation d’objectifs de préparation en vue du réemploi pour les déchets municipaux et d’objectifs de recyclage pour les biodéchets municipaux.     |
| 22      | Biodéchets           | 31 décembre 2018 | Normes européennes pour les biodéchets. |
| 22      | Biodéchets           | 31 décembre 2023 | (Sous réserve) Les biodéchets soient soit triés et recyclés à la source, soit collectés séparément et non mélangés avec d’autres types de déchets. |
| 11 bis  | Règles au calcul (…) | 1er janvier 2027 | Les biodéchets municipaux en traitement aérobie ou anaérobie ne sont recyclés que si collectés séparément ou triés à la source.                    |

Le mode de calcul du taux de recyclage, lors de traitement aérobie ou anaérobie des déchets biodégradables, est précisé : 

« la quantité de déchets soumis au traitement aérobie ou anaérobie peut être considérée comme recyclée lorsque le résultat de ce traitement est utilisé comme produit, substance ou matière recyclé. Si le résultat d’un tel traitement est le plus souvent du compost ou du digestat, d’autres résultats pourraient également être pris en compte pour autant qu’ils contiennent des quantités comparables de contenu recyclé par rapport à la quantité de déchets biodégradables traités. Dans d’autres cas, conformément à la définition du recyclage, les déchets biodégradables retraités en matières qui sont destinées à être utilisées comme combustible ou autre moyen de produire de l’énergie, qui sont éliminées ou qui sont destinées à être utilisées dans toute opération ayant le même objectif que la valorisation des déchets autre que la préparation en vue du réemploi et le recyclage, ne devraient pas être pris en compte pour l’atteinte des objectifs de recyclage […] pour éviter un traitement des déchets qui bloque les ressources aux niveaux inférieurs de la hiérarchie des déchets, permettre un recyclage de qualité élevée et favoriser l’utilisation de matières premières secondaires de qualité, les États membres devraient veiller à ce que les biodéchets soient collectés séparément et subissent un recyclage qui satisfasse à un haut niveau de protection de l’environnement et dont le résultat réponde à des normes de qualité élevées. »

### En France
En 2019, en France, les biodéchets « représentent 25 à 30 % des ordures ménagères résiduelles, soit une centaine de kilogrammes par habitant. C’est un gisement à privilégier pour réduire les quantités de déchets enfouis ou incinérés » selon l'Ademe. 46 millions de Français seront progressivement invités à trier de manière séparée leurs biodéchets, pour une collecte séparative ou une gestion au jardin (compostière) ou de proximité.

#### Définition française
En France, plusieurs appellations se recoupent et concernent des déchets biodégradables :
- les déchets fermentescibles[36], également appelés déchets organiques[37] : l'Ademe précise que la définition des déchets organiques n’est pas établie en tant que telle dans la réglementation mais la liste des déchets de ce type auxquels il est fait référence par ce terme peut être déduite de l’analyse de la nomenclature des déchets du 18 avril 2002[38]. Ce sont l’ensemble des résidus ou sous-produits organiques engendrés par l’agriculture, les industries agroalimentaires ou les collectivités composés de matière organique non synthétique caractérisée par la présence d’atomes de carbone issus d’organismes vivants, végétaux ou animaux. Les déjections animales ne sont pas des déchets mais le deviennent quand elles sont mal gérées (excédents non maîtrisés) ;
- les déchets putrescibles[39] : ce sont des déchets fermentescibles susceptibles de se dégrader spontanément dès leur production. Ils ont un pouvoir fermentescible intrinsèque. Exemples : déchets de légumes ou de fruits, déchets de viande, tontes de gazons, etc. À l'opposé, le bois, le papier et le carton qui peuvent être stockés séparément sans évolution notoire, ne sont pas putrescibles ;
- les biodéchets : l'article R. 541-8 du code de l'environnement définit les biodéchets comme étant « tout déchet non dangereux biodégradable de jardin ou de parc, tout déchet non dangereux alimentaire ou de cuisine issu notamment des ménages, des restaurants, des traiteurs ou des magasins de vente au détail, ainsi que tout déchet comparable provenant des établissements de production ou de transformation de denrées alimentaires »[40]. Selon cette définition, certains déchets fermentescibles tels que les boues d’épuration, les déchets de bacs à graisse, les déchets de la transformation du bois, les déchets d’animaleries ou les déchets d’abattoirs ne sont pas des biodéchets. De même que les déchets de la production primaire, tels que les déchets de l’agriculture, de la sylviculture ou de la pêche[41] ; cette définition française du biodéchet correspond plus ou moins à l'une des deux directives européennes (2008 ou 2018) ;
- les résidus verts ou déchets verts : ce sont des résidus d’origine végétale issus des activités de jardinage et d’entretien des espaces verts. Les déchets verts des particuliers sont dits « de jardins » et les déchets verts produits par les services techniques des collectivités sont appelés « déchets verts municipaux »[42]. Ce sont des biodéchets.

#### Réglementation relative aux biodéchets
En France, l'article L. 541-21-1 du code de l'environnement prévoit que :
- depuis le 1er janvier 2012, les producteurs ou détenteurs de quantités importantes de déchets composés majoritairement de biodéchets doivent les trier à la source pour une valorisation biologique ou, lorsqu'elle n'est pas effectuée par un tiers, prévoir une collecte sélective de ces déchets pour en permettre la valorisation de la matière de manière à limiter les émissions de gaz à effet de serre et à favoriser le « retour au sol » de la matière organique ;
- au 1er janvier 2024, l'obligation est étendue à tous les professionnels et particuliers produisant ou détenant des déchets composés majoritairement de biodéchets[44].
- La Loi AGEC 2024 renforce les mesures contre le gaspillage alimentaire. Ces mesures concernent principalement les professionnels, qui devront d’ici 2025 à 2030 réduire de 50% leur gaspillage alimentaire par rapport à 2015[45].

Les principaux codes déchets du catalogue européen des déchets concernés par la réglementation relative aux biodéchets sont les suivants :
| Biodéchets | Code déchet |
| --- | ----------- |
| Déchets de préparation/transformation fruits, légumes, céréales, huiles alimentaires, cacao, café, thé et tabac, de production de conserves, de levures (ou extraits de levures), ou de fermentation de mélasses | 02 03       |
| Déchets de transformation du sucre | 02 04       |
| Déchets de produits laitiers (industriels) | 02 05       |
| Déchets de boulangerie, pâtisserie, confiserie | 02 06       |
| Déchets de production de boissons (alcooliques ou non, mais hors café, thé et cacao) | 02 07       |
| Déchets de cuisine et de cantine biodégradables | 20 01 08    |
| Huiles alimentaire et matières grasses alimentaires | 20 01 25    |
| Déchets verts (de jardins, parcs et cimetières) | 20 02       |
| Déchets de marchés | 20 03 02    |

Sont exclus de la réglementation sur les biodéchets :
- les sous-produits animaux de catégories 1 et 2 (au sens du règlement 1069/2009 du 21 octobre 2009 établissant des règles sanitaires applicables aux sous-produits animaux et produits dérivés non destinés à la consommation humaine) ;
- les biodéchets contenant une fraction crue de viande ou de poisson (qui posent des risques particuliers, de botulisme par exemple) ;
- les biodéchets liquides autres que les huiles alimentaires ;
- les déchets de taille ou d'élagage de végétaux faisant l'objet d'une valorisation énergétique.

La filière est soutenue par le ministère de l'Agriculture et l'Ademe, qui a produit un guide (2013) conseillant les producteurs. De plus, l'État doit « développer les débouchés de la valorisation organique des déchets et promouvoir la sécurité sanitaire et environnementale des composts ».
Les objectifs nationaux sont :
- 75 % de recyclage des déchets non dangereux d’activités économiques hors bâtiment et travaux publics, agriculture et industries agro-alimentaires[49] ;
- diminution de 15 % des quantités de déchets partant en stockage ou en incinération[49] ;
- mise en œuvre du plan Déchets 2009-2012 et en particulier de l'axe 3 « Mieux valoriser les déchets organiques » ; prévoyant de doubler de 2009 à 2015 la capacité française de valorisation biologique des déchets[49] ;
- en application de la Loi relative à la transition énergétique pour la croissance verte (dont un volet concerne les déchets et la biomasse-énergie), une stratégie nationale de mobilisation de la biomasse doit être déclinée en schémas régionaux biomasse en lien avec la programmation pluriannuelle de l'énergie.

#### Gisement des biodéchets
En France, le gisement des biodéchets, hors huiles alimentaires usagées, était en 2013 estimé à 22,1 millions de tonnes (350 kg/an et par habitant selon ADEME, 2013), subdivisées en :
- biodéchets des ménages : 15,2 Mt (69 %) ;
- biodéchets des activités économiques hors « gros producteurs » : 2,2 Mt (10 %) ;
- biodéchets des gros producteurs : 4,7 Mt (21 %). La restauration (commerciale et collective) est l'un des plus gros producteurs de biodéchets issus de l’alimentation avec environ 900 000 t/an de denrées périmées, rebuts de préparation, reliefs de table, etc., pour plus de sept milliards de repas servis par an[50]. Le plus gros gisement de biodéchets se situe dans les ordures ménagères résiduelles.

En 2012, d'après l'Ademe, 588 plateformes ont composté 7,2 millions de tonnes de déchets, qui ont donné 2,5 t de compost (issus à 68 % des déchets verts, qui eux-mêmes provenaient pour 76 % des collectivités et ménages. Parallèlement, dix unités de méthanisation ont traité 560 000 t de déchets (ordures ménagères résiduelles pour 67 %) et produit 90 000 t de digestat et compost.
En 2014, les déchets ménagers assimilés sont estimés à environ 38,5 millions de tonnes (590 kg/hab), mais seules 1,2 million de tonnes étaient collectées séparément (19 kg/hab).
Début 2016, seules 110 collectivités (environ cinq millions d'habitants concernés) collectaient séparément les biodéchets (déchets alimentaires uniquement ou en mélange avec les déchets verts). Le tri mécano-biologique de déchets mélangés concerne cinq autres millions d'habitants ; environ soixante millions d'habitants ne bénéficient d'aucun recyclage de leurs biodéchets qui sont alors incinérés ou illégalement mis en décharge.
Selon les collectivités, en 2016, 30 à 69 kg de déchets alimentaires par an et par habitant sont collectés ; ce sont les déchets verts qui « dopent les statistiques ». Dans d'autres pays, certaines collectivités s'approchent du zéro déchets non recyclé à la source (via des compostières, poules, méthaniseurs, etc.) ou dans la commune (compostage ou méthanisation) selon l'ONG Zero Waste.
Selon un point fait en 2016 par l’ONG Amorce sur le rôle des collectivités dans la gestion des biodéchets, il faudrait 200 à 500 millions d'euros pour atteindre les objectifs nationaux de prévention, tri et recyclage pour arriver à 55 % des déchets recyclés en 2020 puis 65 % en 2025, tout en divisant par deux les tonnages enfouis. Il faudrait aussi que le tri des biodéchets à la source (chez les ménages et des professionnels) se généralise. Une étude de l'Ademe devrait apporter des chiffres plus précis, notamment concernant les coûts et bénéfices des diverses filières. En 2016, selon Amorce, le « fonds Déchets (de l'Ademe) n'est que de 180 millions d'euros alors que la TGAP Déchets, qui l'alimente, collecte 450 millions d'euros » et 200 à 500 millions seraient nécessaire pour une bonne gestion des biodéchets. En 2018, selon la FNADE, moins de 10 % de la population française est concernée par une collecte sélective des biodéchets, et seulement 40 % sont valorisés en compostage ou en méthanisation, pour en faire des fertilisants ou en tirer de l'énergie ; constituant encore un tiers des ordures ménagères résiduelles (OMR) ils placent la France « à la fin de la première moitié des États membres » selon le ministère de la Transition écologique et solidaire. Or selon la FNADE, 40 % des solsdu pays manquent de matière organique, et se passer de fertilisants de synthèse sur 5 % des terres agricoles économiserait 2,5 milliards d'euros, et 50 à 350 euros d'irrigation/hectare pourraient être économisés en plus car un apport de bon compost quadruple la capacité de rétention du sol.
Après Londres et d'autres grandes villes, Paris a lancé le 4 mai 2017 une collecte séparée, bihebdomadaire et en régie des biodéchets, dans le 2e et le 12e arrondissements (pour commencer), dans le cadre de son plan Zéro déchets (de février 2016), et après une période de diagnostic et de sensibilisation. Un bac au couvercle marron équipe 70 % des immeubles, et est disponible sur simple demande pour les autres. L'objectif est de 30 kg/an/foyer soit 3 500 t/an en moins pour les ordures ménagères résiduelles (OMR). Des bacs de 7 L et des sacs biodégradables ont été offerts aux habitants pour la première année. Veolia les collecte et les conditionne dans le Val-de-Marne, avant de les envoyer sur son site « Artois Méthanisation » du Pas-de-Calais à 200 km (choix qui délaisse 6 unités de méthanisation d’Île-de-France).

## Québec

### Matières résiduelles fertilisantes
Les matières résiduelles fertilisantes (MRF) sont définies comme l'intersection entre les matières résiduelles et les matières fertilisantes. L'expression « matières résiduelles » est définie par l’article 1 de la Loi sur la qualité de l'environnement (LQE). L'expression « matières fertilisantes » est définie par l’Organisation internationale de normalisation (ISO, 1984). La définition combinée est la suivante : « matières résiduelles dont l'emploi est destiné à entretenir ou à améliorer, séparément ou simultanément, la nutrition des végétaux, ainsi que les propriétés physiques et chimiques et l’activité biologique des sols ».
Le ministère de l'Environnement et de la Lutte contre les changements climatiques favorise la valorisation de matières résiduelles fertilisantes. Les MRF sont des résidus industriels destinés à entretenir ou à améliorer la nutrition des végétaux, ainsi que les propriétés biologiques des sols. Parmi les MRF les plus courantes, on retrouve les boues d’épuration, les cendres de bois et les poussières de cimenteries.
Les normes québécoises (BNQ) comptent :
- Amendements organiques – composts (CAN/BNQ 0413-200; BNQ, 1997a) – modification prévue en 2004 ;
- Amendements organiques – biosolides municipaux granulés (CAN/BNQ 0413-400; BNQ, 2002) ;
- Amendements calciques ou magnésiens provenant de procédés industriels (NQ 0419-090; BNQ, 1997b).

## Impacts environnementaux
Les déchets biodégradables mis en décharge fermentent dans des conditions anaérobies non contrôlées et sont à l'origine de l'émission de gaz à effet de serre (GES) dans l'atmosphère : CO2 et méthane, qui est un gaz qui a un pouvoir de réchauffement global 25 fois supérieur à celui du CO2. De même, l’incinération de ces déchets produit également des GES et notamment du CO2 lors de leur combustion.
À l’inverse, la valorisation organique via le compostage, l’épandage ou la méthanisation permet de faire retourner au sol ou de transformer des matières organiques brutes en une matière valorisable, le compost ou le digestat, adapté aux besoins agronomiques des sols. Dans le contexte actuel d’appauvrissement des sols en matières organiques, il existe un réel besoin d'amendements organiques naturels que les composts de biodéchets peuvent en partie combler. De même pour les digestats issus de méthanisation, la substitution des apports en engrais de synthèse par des engrais organiques comme ces digestats est également appréciable d’un point de vue environnemental. En effet, la fabrication de ces engrais de synthèse repose notamment sur des ressources minières non renouvelables et non disponibles en France (phosphore et potasse), et pèse considérablement sur le bilan énergétique global, la synthèse de l'azote, notamment, étant très énergivore.